# Rejon brzeski
Rejon brzeski (biał. Брэсцкі раён, Brescki rajon, ros. Бре́стский райо́н, Briestskij rajon) – rejon obwodu brzeskiego w południowo-zachodniej Białorusi. Na zachodzie graniczy z Polską (wschodnie powiaty województwa lubelskiego), na północy z rejonem kamienieckim, a na wschodzie z rejonem żabineckim i małoryckim.

## Geografia
Rejon brzeski ma powierzchnię 1544,97 km². Lasy zajmują powierzchnię 601,74 km², bagna 16,51 km², obiekty wodne 34,22 km².

## Struktura ludnościowa
- Białorusini – 80%
- Rosjanie – 9%
- Ukraińcy – 9%
- Polacy – 1%
- inni – 1%

## Podział administracyjny
Siedzibą władz rejonowych jest miasto Brześć, niewchodzące w skład rejonu, który składa się z 11 sielsowietów:
- Czernawczyce (s. czernawczycki): 18 wsi i jeden przysiółek
- Czernie (s. czerniński): 1 agromiasteczko, 15 wsi
- Domaczewo (s. domaczewski): osiedle typu miejskiego (miasteczko) Domaczewo oraz 13 wsi i 1 chutor
- Klejniki (s. klejnicki): 1 gromiasteczko, 6 wsi
- Łyszczyce (s. łyszczycki): 17 wsi
- Motykały (s. motykalski):  1 agromiasteczko, 17 wsi, 1 chutor
- Muchawiec (s. muchawiecki): 1 agromiasteczko, 13 wsi
- Radwanicze (s. radawanicki): 1 agromiasteczko, 3 wsie
- Telmy (s. telmiński): 12 wsi
- Tomaszówka (s. tomaszowski): 1 agromiasteczko, 6 wsi
- Znamienka (s. namieniecki): 2 agromiasteczka, 6 wsi, 3 przysiółki (osiedla), 1 chutor

## Ludność
- W 2009 roku rejon zamieszkiwało 39 426 osób, w tym 1305 w osiedlu typu miejskiego i 38 121 na wsi[2].
- 1 stycznia 2010 roku rejon zamieszkiwało ok. 39 300 osób, w tym ok. 1200 w osiedlu typu miejskiego i ok. 38 100 na wsi[3].